# Bishop (Illinois)
Bishop és una àrea no incorporada administrada pel Forest City Township, al comtat de Mason, Illinois, Estats Units. Bishop és a 3 milles (4.8 km) a l'oest/sud-oest de Forest City.
La comunitat es va fundar el 1875 com a estació de la línia ferroviària Peoria - Pekin - Jacksonville. El poble rebé el nom del propietari del lloc, Henry Bishop. L'oficina de correus de Bishop's Station es va establir el 1869 i es traslladà a Bishop el 1883.